# The Sims 2
The Sims 2 — однопользовательская видеоигра в жанре симулятора жизни, которая была разработана студией Maxis и выпущена компанией Electronic Arts.
В США игра вышла 14 сентября 2004 года для Microsoft Windows и 13 июня 2005 года для Mac OS X. Кроме того, в 2005 и 2006 годах состоялся выпуск ряда одноимённых игр для консолей: PlayStation 2, Xbox, GameCube, PlayStation Portable, Nintendo DS и Game Boy Advance. Игрок контролирует, по собственному желанию, одного или несколько персонажей (симов), о которых он должен заботиться, чтобы они развивались, были довольными, богатыми и продолжали свой род, то есть требуется добиться того же, к чему стремятся многие люди в реальной жизни.
The Sims 2 является продолжением игры The Sims — самой продаваемой игры в мире для ПК, которая, в свою очередь, вышла 4 февраля 2000 года. Однако главный недостаток The Sims заключался в её плохой и низкобюджетной графике, что в общем плохо сказывалось на репутации игры, поэтому когда успех первого симулятора стал очевидным, в 2001 году, команда разработчиков начала работу над новым проектом — The Sims 2, чьим главным достоинством должна была стать наоборот качественная графика в противовес The Sims. Также команда Maxis уделила особое внимание усовершенствованию искусственного интеллекта симов, сделав возможным задавать черты характера и жизненные цели каждому персонажу. Одна из главных целей, при создании The Sims 2, заключалась в привлечении мужской игровой аудитории.
Симулятор второго поколения был очень высоко оценён игроками и критиками за улучшенную графику по сравнению c первой частью, также на хорошие отзывы во многом повлиял сам уникальный жанр игры, фактически не имеющий аналогов в игровой индустрии. При создании игры разработчики изначально ожидали, что у The Sims 2 не будет конкурентов, поэтому высокие продажи полностью зависели от инновационности игрового движка, также разработчики стремились привлечь больше мужской аудитории. Релизы для игровых приставок получили менее положительные отзывы.
The Sims 2 побила новые рекорды по продажам. Компании EA Games удалось продать 10 миллионов копий игры за первую неделю, а по состоянию на 2008 год было продано 100 миллионов копий вместе с дополнениями. Симулятор второго поколения был номинирован на две премии в 2005 году. Впоследствии к игре было выпущено восемь дополнений и девять каталогов. 16 июля 2014 года Electronic Arts объявила о прекращении поддержки игры. Продолжение игры, The Sims 3, было выпущено 5 июня 2009 года.

## Игровой процесс
Суть игры сводится к тому, что игрок управляет одним или несколькими симами (виртуальными персонажами) в пределах одного участка; симы, населяющие один участок, называются семьёй. В игре доступны три основных режима (жизни, покупки и строительства) и два вспомогательных (редактора города и семьи). В режиме жизни игрок управляет семьёй, однако если он долгое время не контролирует персонажа, за него это делает компьютер. Сутки в игре продолжаются 24 минуты, однако время можно ускорить в несколько раз, например, когда персонаж спит или работает. Сутки чётко делятся на день и ночь, которые сменяют друг друга в 7:00 и 19:00.
При запуске новой игры на выбор даётся один из трёх готовых городков, однако игрок может загрузить пустой шаблон местности и на нём создать собственный городок вместе с декорациями. Чтобы поместить семью на участок, можно выбрать либо готовых персонажей, либо самому создать их в редакторе семьи. Возраст создаваемых персонажей может варьироваться от малыша (англ. toddler) до старика. Можно выбирать один из четырёх цветов кожи и четырёх цветов волос, причёску и одежду. Помимо этого, редактор позволяет изменять черты лица и телосложение. Для каждого персонажа выбирается жизненная цель и черты его характера, которые в будущем будут влиять на поведение и желания. Персонаж получает 25 «очков личности», которые можно потратить на приобретение положительных качеств, таких, как, например, чистоплотность или трудолюбие. Однако создать идеального персонажа невозможно, так как добавляя одни хорошие качества, игрок жертвует другими. Изначально в игре доступно лишь пять жизненных целей: «богатство» — стремление к карьерному росту и большому денежному состоянию; «семьянин» — стремление создать идеальную семью и правильно воспитывать детей; «популярность» — стремление завести как можно больше друзей; «романтик» — стремление заводить новые романы, сексуальные связи; «знания» — стремление повышать свои навыки. При создании сразу нескольких персонажей игрок может образовать родственную связь между ними (например, брат и сестра, отец и сын) или брачные узы. У каждого персонажа в меню отношений можно посмотреть его семейное древо и увидеть всех родственников, в том числе и умерших. Готовую семью можно поселить на пустой или готовый участок; в семье не может быть больше восьми человек.
Участки могут быть жилыми и общественными. Сим живёт на жилом участке и может посещать общественные места, например чтобы совершать покупки или завести знакомства с новыми персонажами. В The Sims 2 отсутствует открытый мир, поэтому играть можно лишь в пределах выбранного участка; мир за его границами представлен лишь силуэтами зданий и других объектов. Чтобы управляемый персонаж мог посетить общественный участок, нужно по телефону вызвать такси и выбрать дом или заведение из предоставленного списка.
В режиме покупки игрок может покупать новую мебель или продавать имеющуюся. В режиме строительства игрок может строить дом или изменять рельеф участка. Когда персонаж посещает общественный участок, режим покупки и строительства недоступен. В режиме редактора города вдоль дороги можно размещать готовые здания или пустые участки, на которых игрок может построить здание с нуля.

Изображение из игры

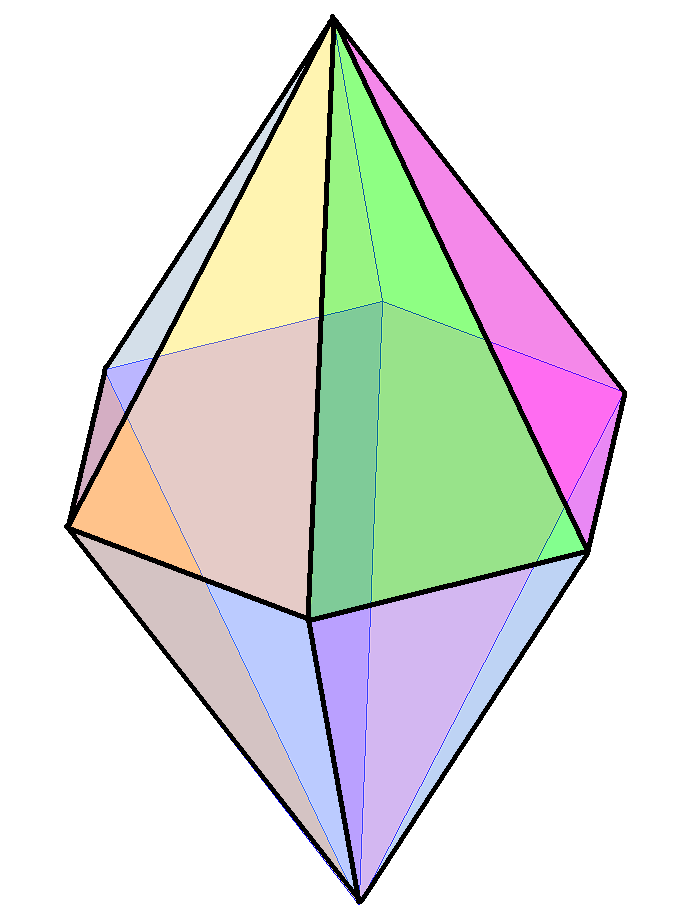
Над головой управляемого персонажа «висит» кристалл гексагональной бипирамидальной формы — цвет которого также отражает настроение персонажа

У каждого управляемого персонажа имеется восемь шкал потребностей, которые периодически необходимо восполнять. Самые важные из них: обеспечение пищей, поход в туалет и сон. Если не удовлетворять потребности персонажей, то они будут несчастными и даже могут умереть. Также весомую роль играют качество меблировки на участке: чем дороже мебель, тем значительнее это влияет на качество жизни персонажа и уровень его безопасности. У каждого персонажа присутствует шкала «комфорта», которая влияет не на благополучие персонажа, а на его настроение. Например, если вокруг персонажа грязь, то это будет ему портить общее настроение. Если не удовлетворять желания и потребности персонажей, они станут нервными, непослушными и даже могут начать видеть галлюцинации.
У каждого персонажа присутствуют желания и страхи, поэтому одна из основных задач игрока сводится к выполнению желаний сима, за что они получают так называемые «баллы счастья», на которые, в свою очередь, можно приобрести награды. Наибольшее количество баллов счастья персонаж получает при исполнении своей жизненной цели. Если же сбудется страх сима, то он потеряет баллы счастья. Когда страхи сбываются слишком часто, персонажи начинают сходить с ума и неадекватно себя вести: например персонаж-романтик начнёт целовать куклу, семьянин — баюкать подушку, а любитель знаний — вести себя, как обезьяна. То, какими будут желания и страхи, зависит от того, с каким характером был создан сим: так, ловелас будет бояться помолвки, а чистюля — тараканов. Чтобы желания сима сбывались, необходимо совершать определённые действия, улучшать его навыки и укреплять связи с другими персонажами. Вместе с выпуском дополнений к игре для персонажей была внедрена шкала репутации, ранее использованная в The Urbz: Sims in the City, а также система влияния: при большом количестве баллов счастья персонаж способен «заставлять» остальных персонажей выполнять какие-либо действия.
В игре доступно множество социальных взаимодействий с разными персонажами: от простой дружбы и романтики до открытой вражды. Отношения у персонажей начинаются с «нейтральных»; чтобы их улучшить, необходимо общаться с персонажем и осуществлять различные взаимодействия, следя при этом, чтобы они соответствовали уровню развития отношений. Например, если попытаться обнять или поцеловать едва знакомого персонажа, он, скорее всего, откажет ему и отношения заметно ухудшатся. Персонаж может намеренно оскорблять другого сима, при достижении достаточно плохих отношениях можно устроить драку. Также на отношения влияют так называемые «два фетиша и одно отторжение», которые имеет каждый персонаж: сима могут привлекать рыжие волосы и очки, но он не будет любить безработных.
Другая цель игрока заключается в пополнении семейных сбережений, для чего персонаж должен устроиться на работу. Каждая профессия разделена на 10 ступеней, и персонаж начинает свою карьеру с низшей должности, имея небольшую почасовую зарплату. В игре используется вымышленная валюта, которая называется симолеон. Для продвижения по карьерной лестнице персонаж должен развивать навыки и приходить на работу в хорошем настроении; также на повышение или понижение успеваемости влияют мини-квесты. При достижении вершины карьеры персонаж может приобрести особые предметы.

### Сравнение с The Sims
По сравнению с первой частью игры, мир в The Sims 2 выполнен полностью в трёхмерной графике. Хотя в первой части и присутствовали трёхмерные объекты, в сиквеле они стали гораздо качественнее и детализированнее. Кроме того, появилась возможность перемещать камеру в любом направлении. Для каждой мебели стали доступны несколько вариантов цветов. В игру была внедрена система обмена, благодаря которой игрок может поделиться своим созданным персонажем или домом через специальную службу. Также была добавлена возможность импортировать в игру макет города из Sim City 4.
У персонажей появилась мимика, они могут двигать ртом и глазами, в том числе выражать чувства, например радость или смущение. В режиме создания персонажа можно подробно изменять лицо сима. Каждый персонаж стареет и может проходить шесть возрастных стадий, от младенца до старика. По сравнению с предыдущей частью, сим может умереть от старости. Симы женского пола могут беременеть и рожать детей, которые, в свою очередь, будут наследовать черты лица родителей. В игру внедрёна система рецессивных и доминантных генов, таким образом, если у ребёнка отец блондин, а мать брюнетка, то с большей вероятностью ребёнок будет также брюнетом, но шанс, что в будущем его дети получатся блондинами, возрастает. Мужчины после похищения инопланетянами имеют шанс забеременеть и родить ребёнка-гибрида. Помимо этого, появились награды за карьерные достижения, разделение дней по неделям, широкий выбор блюд, возможность изменить форму тела, строительство зданий на фундаменте и другие возможности.

## Сюжет
Игра не привязана к сюжетной линии, представляя собой виртуальную песочницу, в которой игрок может управлять жизнью персонажа по своему желанию и усмотрению. В базовой игре The Sims 2 (если не учитывать дополнения) присутствуют три готовых городка: Новосельск, Китежград и Верона. В каждом городе проживает несколько семей, вовлечённых в определённую интригу или конфликт. Для семей доступно несколько вариантов развития сюжета, но в то же время игрок не обязан следовать им.
В Новосельске (англ. Pleasantview) большинство персонажей вовлечены в любовные интриги. По задуманному сценарию в городе царила мирная жизнь до тех пор, пока не прибыли новые жители. В городе доступно шесть семей. Самая богатая из них — семья Гот (англ. Goth), где свою жизнь доживает Мортимер, а его жена Белла Гот давно пропала без вести. На Мортимера из-за его состояния засматриваются сёстры Гонгадзе (англ. Caliente). Также в городе живёт Дон Лотарио (англ. Don Lothario), находящийся в тайных романтических отношениях со множеством женщин, в том числе и сёстрами Гонгадзе.
Второй городок Китежград (англ. Strangetown) представляет собой засушливую долину, аллюзию на Зону 51, американский город Розуэлл и в целом связанные с ними мифы о похищении людей инопланетянами или заговора американской армии. В частности, согласно предыстории города, пришельцы уже на протяжении нескольких поколений похищали местных симов. Китежград был выбран основным местом действия в версиях игры The Sims 2 для портативных устройств.. Все живущие в городке семьи прячут за стенами странные истории и секреты, например трое братьев-учёных Всезнайко (англ. Curious), ожидающих рождение инопланетного ребёнка после похищения одного из братьев пришельцами. Другой пришелец — Букет Левкоев 9 Смит (англ. Pollination Tech#9 Smith) решил завести традиционную семью с земной женщиной. Также в городке живёт «чёрная вдова» Гертруда Некронимикон (англ. Specter), в чьём участке похоронены все её мужья и родственники. Другие семьи городка включают в себя военных Грантов (англ. Grunt) и безумных учёных Колби (англ. Beaker), издевающихся над приёмным сыном
Третий городок — Верона (англ. Veronaville) является отсылкой к роману Ромео и Джульетта Уильяма Шекспира — его раздирает война между двумя семейными кланами Монтекки (англ. Monty) и Капулетти (англ. Capp). Однако внезапно двое подростков из враждующих кланов — Ромео Монтекки и Джульетта Капулетти заводят романтические отношения. Конечная цель игрока заключается в примирении двух враждующих семей. В Вероне также проживает «странная» семья Купало, члены которой не враждуют ни с кем

### Исчезновение Беллы Гот
Предыстория с исчезновением Беллы Гот — одного из персонажей из базовой семьи стала самой известной среди поклонников The Sims 2. На игровых форумах они строили самые разные теории, начиная с похищениями инопланетянами, заканчивая заговором с убийством. При этом почти идентичный и одноимённый персонаж живёт, как NPC в Китежграде. Как разработчики признались, Белла из Китежграда — это та самая исчезнувшая Белла, но из-за системной ошибки она потеряла память, и её черты лица изменились.

## Создание игры

### Предпосылки
The Sims 2 начала создаваться после того, как The Sims 2000 выпуска стала бестселлером. Однако успех первой части был случайностью и поэтому бюджет на её разработку был выделен малый. Игру ругали за её устаревшую и примитивную графику. Вторая часть должна была во всех смыслах превосходить первую The Sims, особенно графикой. Если первая часть стала сенсацией, то вторая часть — это скорее усовершенствование формулы. Чтобы удерживать у игроков интерес к The Sims, было принято выпускать к ней дополнения, параллельно занимаясь разработкой второй части. Фактически для Maxis The Sims 2 стала первым в истории высокобюджетным проектом — особым событием для студии. Руководство EA сделало ставку на исключительно высокое качество игры, её рейтинг на агрегаторе рецензий должен был превышать 90 баллов из 100. Это имело особое значение после провального выпуска The Sims Online, от части по вине того, что EA сильно поскупилась финансированием и временем на разработку.
Перед началом разработки, команда внимательно изучила основные претензии фанатов The Sims и их пожелания, продолжение должно было быть лишено недостатков оригинальной игры. The Sims 2 должна была привлекать как фанатов, так и новых игроков. По этой причине интерфейсы и художественное оформление у этих двух игр очень схожи, чтобы игрок первой The Sims сразу почувствовал себя, «как дома». The Sims 2 в том числе должна была вернуть интерес у людей, забросивших первую The Sims.

### Разработка

Кадр из видеоролика, выпущенного почти за год до официального выпуска игры, демонстрирует дождь и молнии, которые впоследствии были исключены из базовой игры и добавлены лишь с дополнением 2007 года, сбоку виден ранний логотип игры

Стадия предпроизводства началась ещё в конце 2000 года. Разработка началась в 2002 году с участием 140 человек. Уже тогда EA Games сотрудничала с менеджерами по локализации для перевода игры на разных языках. Всего над вторым симулятором работало в пять раз больше людей, чем над первым. Разработка The Sims 2 задерживалась из-за необходимости выпускать дополнения к The Sims, Maxis перераспределяла рабочие ресурсы между двумя проектами. Уилл Райт, основатель The Sims лишь частично принимал участие в разработке, так как в этот момент был занят созданием Spore. Рабочий прототип использовал текстуры и анимации из первой The Sims.
В какой то момент, в офисе разработчиков произошёл крупный пожар, разрушивший устройства с многими данными наработок, например базы данных мебели для игры, но практически все данные были восстановлены или воссозданы. Также пожар уничтожил полностью исходный код игры для игровых приставок. В итоге на разработку потребовалось вдвое больше времени и сотрудников. С отсутствием конкуренции это не было критично. The Sims 2 была создана за четыре года. Для разработки базовой игры было использовано 1,1 миллиона строк кода, 11 000 анимаций, 2400 изображений, 8100 текстур, один гигабайт звуковых данных, 942 объекта для каталогов и 1700 объектов в игре.
Несмотря на щедрое финансирование и большую творческую свободу, предоставленную команде, разработчики по-прежнему жаловались на давление со стороны руководства EA, которое настаивало на скорейшем выходе игры с меньшим количеством контента. В итоге у создателей не хватило времени на доработку некоторых механик и они были реализованы в платных дополнениях, например дождь и погодные условия. Также руководство EA хотело наложить запрет на установку пользовательского контента, чтобы мотивировать игроков покупать дополнения. Разработчики были категорически против этого и уговорили EA отказаться от идеи перед самым выходом The Sims 2. Тем не менее в качестве компромисса, разработчикам было запрещено публиковать в интернете инструменты по созданию анимаций и сценариев, чтобы неофициальный контент не конкурировал с официальными дополнительными материалами. Также Electronic Arts намеревалась использовать The Sims 2 для обширной рекламы разных брендов, даже задумав одно из дополнений под эти нужды. Однако скандал, связанный с рекламой McDonald’s в The Sims Online заставил EA отказаться от данной идеи, тем не менее продакт-плейсмент в игре, в аккуратной форме всё-таки был добавлен — в виде двух каталогов тематики IKEA и H&M.

### Графика и анимации

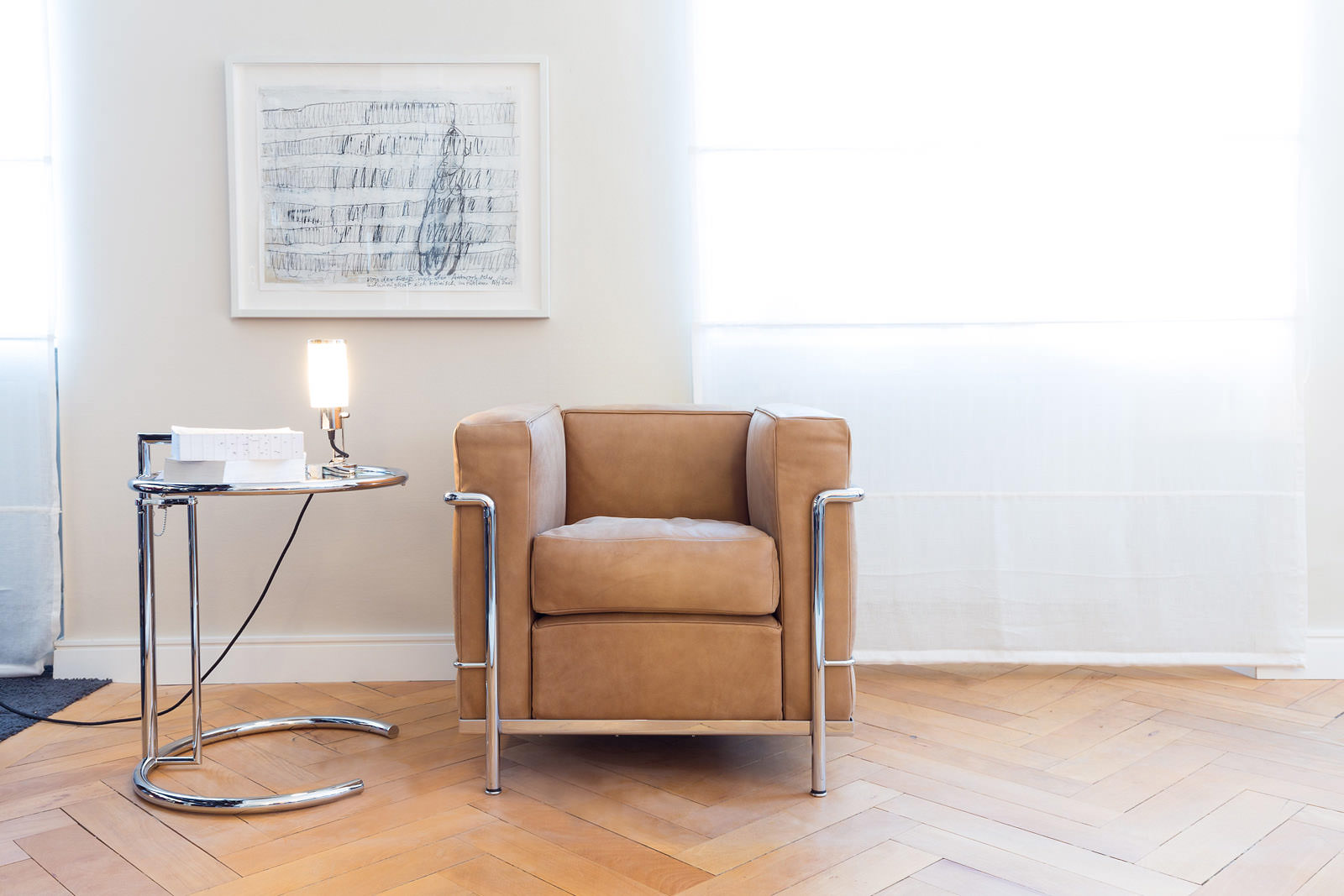
Мебель в «современном» стиле создавалась под влиянием интернационального стиля середины XX века, в частности творчества дизайнера Ле Корбюзье

Передовая графика по меркам начала 2000-х годов должна была стать главной козырной картой The Sims 2. Именно графика должна была завлечь игрока. Разработчикам было очень сложно добиться поставленной цели из-за недостатка опыта работы над трёхмерными играми. Добавление открытого мира не рассматривалось, так как основная задача заключалась в переносе игрового процесса The Sims в трёхмерный мир. Идея открытого мира была оставлена с вероятной разработкой третьей части в будущем. Самой трудной частью в работе над графикой стала работа над внутриигровой камерой, чтобы например случайные объекты и стены не заслоняли ракурсы. The Sims 2 создавалась на основе двухмерной The Sims, чей интерфейс и управление были заточены под изометрическую графику. Так, команда ввела возможность управлять камерой только с помощью прокрутки и курсора. Ранняя версия игры от 2003 года исходя из промо материалов предлагала изометрическую проекцию на трёхмерное пространство.
Качественная графика требовала и доскональную проработку движений персонажей, но в какой-то момент проблема возникла из-за эффекта зловещей долины. В попытке решить проблему, команда создала особый движок, самостоятельно настраивающий множество мелких фоновых движений, например дыхание или движение головы. Вначале анимации создавались для взрослых персонажей, уже на их основе затем создавались анимации для подростков и пожилых. Значительная трудность также была связана с синхронизаций движений взаимодействующих персонажей. Командой аниматоров руководил Лео Харвиц, бывший сотрудник студии Pixar, раннее принимавший участие в создании мультфильма «История игрушек».
Улучшенный ИИ выражался в гораздо большем разнообразии взаимодействий симов с разными предметами. Дизайнеры обсуждали функциональность каждого предмета в игре, то как он влияет на общий игровой процесс или может он например убить персонажа. Над художественным дизайном предметов работал Чарльс Лондон. Вещи должны были отражать самые стандартные и распространённые стили в США — кантри, классику и современный стиль. Работая над «современными предметами» — Лондон выражал свою любовь к так называемому интернациональному стилю середины XX века, в частности творчеству Ле Корбюзье. Лондон признался, что гостевая мебель «Studio Bakonmi» и кожаные кресла в «клубном» стиле стали его любимыми предметами. Также дизайнер настоял на добавлении «марокканской» мебели из-за личной страсти дизайнера к данному стилю. Всего в игру было добавлено примерно 350 объектов.

### Дизайн и игровой процесс
Игровой движок The Sims 2 разрабатывался на основе движка The Sims, делая её буквально улучшенной и трёхмерной версией первой части. Это упрощало разработку, позволяя, например, работать с уже готовыми инструментами по созданию окружающего пространства. Игра должна была быть улучшена во всех возможных аспектах, предлагать более углублённый игровой процесс, позволять настроить или изменить всё, что видно на экране. Работа над игрой велась под слоганом «Гены, Мечты и Крайности» (англ. Genes, Dreams and Extremes), то есть предоставить большую свободу творчества, разнообразный игровой опыт и больше юмора. Для лучшего творческого самовыражения были усовершенствованы инструменты по созданию персонажей, дизайна дома и видео. В игру была добавлена возможность снимать игровой процесс ввиду большой популярности инструмента обмена скриншотами среди игроков первой The Sims. Со слов Райта, The Sims 2 по состоянию на 2004 год предлагала лучшее программное обеспечение для дизайна дома с точки зрения простоты пользования и лучшего графического рендеринга. Расширение игрового процесса было достигнуто за счёт добавления жизненных целей и возможности симам стареть, позволяя игроку создавать династии и играть за целые поколения. Разработчики старались ввести элементы юмора через неожиданные сценарии, позволяя игрокам провоцировать забавные или несчастные случаи, невозможные в первой The Sims. Игровой процесс The Sims 2 в целом более интуитивно реагировал на действия игрока и его попытки влиять на самые разные аспекты жизни сима и симуляции, в том числе провоцирование нестандартных ситуаций.
На протяжении разработки, создатели продолжали переписываться с фанатами на игровых форумах, чтобы лучше понять их потребности. Создателям также необходимо было учитывать, чтобы игрок не тратил всё время своего сима на удовлетворение потребностей, а позволял также симу работать и само развиваться. Финальная версия также лишилась некоторых интересных механик, так как разработчики не сумели доработать их из-за критических ошибок или несовершенства программного обеспечения того времени. Например симы должны были делиться своими воспоминаниями, игра могла включать полностью контролируемые карьеры, например работа врачом в частной клинике в виде мини-игры, адаптивное освящение, музыку, подстраивающеюся под стиль окружающей обстановки в доме, меняющиеся анимации сима в зависимости от его настроения. Многие из этих механик в итоге были реализованы в будущих играх The Sims. Также в ранних промо материалах упоминалась возможность владеть одной семьёй несколькими участками, срок годности у мебели и предпочитаемые предметы у симов.
Каждая игровая механика создавалась, как приложение-прототип с помощью Maya и .Net ещё на стадии препродакшена. Всего были созданы сотни таких программ. Это был оригинальный подход к разработке, так как он позволял понять, на сколько полезными эти механики окажутся для игры. Чаще всего в других играх механики создаются на стадии полномасштабной разработки. Прототипы были самые разные, это были как определённые элементы интерфейса, так и инструменты по созданию чего либо, например редактор создания персонажа, генетика, система желаний и страхов или освящение.
The Sims 2 обладала беспрецедентным для компьютерной игры обилием игровых механик и редакторов. При всём этом, конечный продукт должен был стать казуальной игрой с ярким дизайном и максимально понятным интерфейсом. Перед разработчиками стала тяжёлая задача сделать слишком сложную игру максимально простой в использовании. Так, командой была принята стратегия «kleenex testing», когда приглашённые на тестирование игроки могли поиграть только один раз и коротко. На основе полученных оценок разработчики в итоге снова и снова перерабатывали игровой процесс или интерфейс, до того момента, пока тест-игроки переставали жаловаться на явные проблемы. Например интерфейс создания персонажа был полностью переработан три раза. Игровой движок The Sims 2 также с самого начала подготавливали к расширению за счёт будущих дополнений, например для «Питомцев» или ведения бизнеса.
Так как The Sims 2 задумывалась в основном для женской аудитории, не интересующейся традиционными компьютерными играми, например Doom 3 или Half-Life 2, разработчики не должны были волноваться о возможной конкуренции. Хотя многие геймеры покупали The Sims, в конечном счёте в неё играли их жёны или подруги. Разработчики вместе с The Sims 2 стремились привлечь больше хардкорных геймеров, вводя для них игровые механики, добавляющие элементы стратегии. Например это была «система желаний и страхов». Из-за этого задержалась и разработка The Sims 2 на шесть месяцев. Также игру было решено сделать «взрослее и рискованнее»: в неё добавили больше эротических элементов, возможность занятия любовью и новые романтические сцены, чтобы игра привлекала больше подростков. Разработчики стремились внести столько элементов романтики и эротики, на сколько это позволял рейтинг Teen. В качестве идей предлагался в том числе и групповой секс.

### Искусственный интеллект и игровой мир
Работая над искусственным интеллектом симов, разработчики должны были решить основные проблемы в поведении виртуальных человечков из первой The Sims, а именно траты излишнего времени на удовлетворение их базовых потребностей. Создатели в какой-то момент задумывали ввести дополнительные шкалы, например жажду и показатель стресса, или «семейную шкалу», пополняющуюся при общении с родными и членами семьи. Симы должны были демонстрировать более совершенное социальное поведение. Для этого команда изучала труды швейцарского психолога Карла Юнга, делившего людей на 16 архетипов; такая система в упрощённом виде была добавлена в игру, а также знаки зодиака. От некоторых задумок отказались из-за трудности из реализации, например влияние воспоминаний на характер персонажей. Руководство EA Games настаивало на исключении шкал «туалета» и «гигиены», считая отвратительным возможность испражнения в штаны. Введение старения также требовало приспособить ИИ симов, например уникальное поведение/взаимодействие симов разных возрастов, влияние событий на развитие личности ребёнка или документация семейного древа и связанных событий прошлого.
Работа над ИИ также требовала поиска баланса — виртуальные человечки не должны быть скучными, но и не вести себя откровенно странно в глазах игрока. Разработчики замечали, что вопреки интуиции, между излишне смешным/забавным и скучным/странным поведением лежит тонкая грань. Команде приходилось отказываться от некоторых анимаций или сделать так, чтобы они запускались в случаях крайнего эмоционального состояния сима. Отладка ИИ требовала находить и исправлять обилие внутриигровых ошибок, например ситуаций, когда симы «случайно» могли делиться на две части. Детализированная мимика и сложное поведение призваны создавать иллюзию настоящего человека, а не «движущейся болванки».
В игру было добавлено множество базовых семей со своими тайнами и предысториями. К этой идее команда пришла во время тест-показов, обнаружив, что предустановленные семьи вызывали повышенный интерес у игроков. Изначально в игру планировалось добавить пять игровых миров, на создание одного мира уходило до 2-3 недель, однако из-за изменений форматов файлов, городки приходилось переделывать, в итоге разработчики решили ограничиться тремя мирами. Невзрачный вид базовых зданий объяснялся нехваткой времени у создателей, даже при этом на создание района уходило по несколько дней. В игру было решено добавить ряд пасхальных яиц и аналоги внутриигровых мемов. Например это «Ледяной кролик» (англ. Freezer Bunny) — внутриигровой бренд, встречающийся на предметах. Другой маскот — Лама. Разработчики задумывали добавить спящую ламу для игры, где симы бы играли с предметами на её спине, стараясь не разбудить, но на реализацию этой идеи не хватило времени.

### После выхода
По задумке, к игре должно было быть выпущено шесть дополнений или по два дополнения в год. Таким же способом выпускались дополнения к первой The Sims, в тот момент работа над DLC скорее напоминала серию экспериментов. После выпуска The Sims 2 команда уже представляла, какой тематики они будут выпускать дополнения, ориентируясь на самые успешные DLC к первой The Sims. В частности это было косвенное управление агентами (горожане в Hot Date/домашние животные в Unleashed), встроенные мини-игры, например коллекция сувениров, практика магии в Makin Magic, а также новые общественные места для посещения. Предлагалась идея выпустить дополнение, вводящее онлайн-функции в The Sims 2 по аналогии The Sims Online. Руководство EA Games наказало разработчикам создать дополнение для продвижения рекламных брендов, но отказалось от идеи почти в самый последний момент, когда уже был готов игровой материал. Итогом этого стал выпуск довольно нестандартного дополнения «Бизнес», посвящённого управлению магазином. Также EA Games настаивало на выпуске дополнения по аналогии The Sims: Superstar для повторного добавления множества камео известных звёзд. Однако разработчики категорически отказались от проекта, упоминая многочисленные трудности при работе со звёздами, выдвигающими неоправданно строгие условия и порой абсурдные требования, как условия для появления своих камео в игре. В конечном счёте, к игре было всего создано восемь дополнений.
В 2008 году Уилл Райт покинул студию Maxis из-за разногласий с EA Games, касающихся подхода к разработке игр. Если Райт был заинтересован в разработке инновационного игрового процесса, то EA хотела сосредоточиться на дальнейшей поддержке франшизы The Sims. Новым геймдизайнером стал Род Хамбл, при руководстве которого были созданы два последних дополнения.

## Версии и выпуски

### Windows и Mac

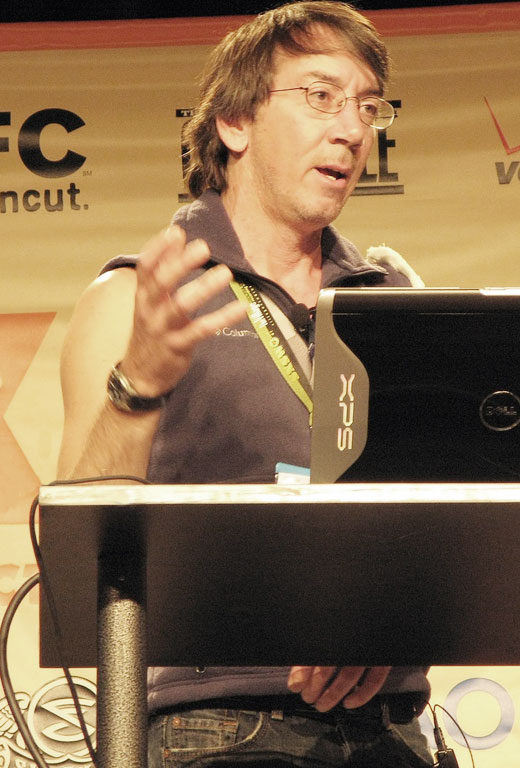
Уилл Райт, главный геймдизайнер игры и её «идейный вдохновитель»

Анонс игры состоялся 5 мая 2003 года. Первые скриншоты были продемонстрированы на ежегодной выставке E³ в Лос Анджелесе 12 мая 2004 года. Впервые тизер игры был доступен вместе с дополнением к The Sims — Makin’ Magic, а позже был выложен в интернет. Игра планировалась к выпуску в январе 2004 года, однако выход был перенесён на сентябрь того же года. 14 сентября 2004 года игра была выпущена на территории Северной Америки для операционной системы Microsoft Windows. За 10 дней после выпуска было продано 10 миллионов копий игры. The Sims 2 также продавалась в ограниченном издании The Sims 2 Special Edition, дополнительно включающем видео-интервью с разработчиками, пособия, фильмы от EA и несколько мини-игр. Всего игра была переведена на 17 языков.
По данным на октябрь 2004 года The Sims 2 стала самой продаваемой игрой в мире для ПК, а её ограниченное издание The Sims 2 Special Edition — заняло третье место. Версия для Mac OS X вышла почти на год позже — 13 июня 2005 года. Незадолго до выхода, был выпущен бесплатный редактор создания персонажа Sims 2 Body Shop, позволяющий также обмениваться готовыми файлами посредством iDisk. Лицензионная копия требовала при установке удалять из компьютера такие DVD-эмуляторы, Daemon-Tools, Clone CD, Alcohol 120% и другие, чтобы игру нельзя было запускать без вставленного диска и таким образом в копию не играло слишком много человек. В декабре 2005 года The Sims 2 вышла в России с русской локализацией. Переводом занималась компания СофтКлаб. Первое дополнение в России также вышло с опозданием почти на год; данный разрыв сокращался вместе с выпуском поздних дополнений — до одного месяца или нескольких недель. Версия MAC России была выпущена издательством Новый Диск в 2009 году.
С 2005 по 2008 год к игре были выпущены 8 официальных дополнений и 8 каталогов, первое из них «The Sims 2: Университет» вышло 11 марта 2005 года, а последнее — «The Sims 2: Переезд в квартиру» вышло в августе 2008 года. The Sims 2, наряду с другими 49 играми, была запрещена к выпуску на территории КНР, в связи с тем, что содержание игры (романтические сцены) «может навредить психике» молодого китайского поколения.
В 2008 году EA Games запустила онлайн-магазин The Sims 2: Store на своём сайте, позволяя покупать и загружать дополнительные объекты из дополнений. Также сайт предлагал примерно 100 эксклюзивных объектов, доступных для приобретения только на этом сайте. Предметы можно было приобрести на так называемые «Сим-единицы» (англ. SimPoints), которые в свою очередь можно было приобрести, совершив интернет-оплату по кредитной карте только на территории США. Каждый зарегистрированный пользователь мог бесплатно скачать 6 любых объектов. 31 марта 2011 года EA Games прекратила поддержку магазина.
В январе 2013 года издательство Electronic Arts прекратило поддержку официальной страницы игры, навсегда закрыв службу обмена и форумы. В июле 2014 года официально прекратилась и поддержка самой игры, однако владельцам лицензионной копий предлагалось при её регистрации в программе Origin бесплатно скачать все дополнения и каталоги к ней. Однако многие игроки стали жаловаться на невозможность активировать ключ The Sims 2 в Origin. В результате разработчики решили выпустить особое издание The Sims 2 Ultimate Collection со всеми расширениями, которое можно было бесплатно скачать на сайте Origin в течение нескольких дней, введя особый регистрационный код. После окончания акции, игроки при доказательстве физической копии The Sims 2, могли получить ключ к коллекционному изданию, позвонив в сервисный центр Origin, однако выдача ключей была официально прекращена в октябре 2018 года. 31 января 2025 года в ЕА Store и Steam для Windows было выпущено издание The Sims 2: Legacy, включающее 17 дополнений кроме каталога «IKEA».
7 августа 2014 года компания Aspur объявила о начале продаж издания The Sims 2: Super Collection для компьютеров с операционной системой Mac, которое включала в себя игру с 6 первыми дополнениями и тремя каталогами. Игра доступна для покупки в ITunes. Специально для издания был усовершенствован игровой движок, повышена производительность и добавлено множество улучшений: например игра была приспособлена для компьютеров с экраном Retina а также для дисплеев с разрешением Full HD. Выпуск нового издания являлся маркетинговым ходом на фоне того, что через месяц должна была выйти игра The Sims 4, однако лишь для компьютеров под управлением операционной системы Windows, что вызвало в свою очередь недовольство у многих пользователей Mac.

### Игровые приставки
Анонс игр для приставок PlayStation 2, Xbox, GameCube состоялся на вставке E³ в Лос Анджелесе 12 мая 2004 года наряду с версией для ПК. Коммерческий успех Sims вдохновил разработчиков на создание консольной версии игры Если в исходной игре для персональных компьютеров делался упор на качественную графику, то в игре для консолей решили сделать больший упор на развитие сюжетных линий.
В игре присутствует режим жизни, и редактор строительства или покупки. Однако игровой процесс приспособлен для управления джойстиком. Качество графики в игре для Xbox заметно выше, чем для PS2, а версия для GameCube имеет более сглаженные текстуры объектов. В версию для консолей внедрён режим двойного экрана, чтобы иметь возможность наблюдать за несколькими управляемыми персонажами, игра получила в основном положительные отзывы. Управляемый сим не стареет и не может обзаводиться детьми.
17 октября 2006 года для игровых консолей PS2, Wii и GameCube была выпущена игра The Sims 2: Pets, где персонаж может заводить домашних питомцев, ухаживать за ними и дрессировать их. 22 октября 2007 года для PS2 и Wii была выпущена консольная версия игры The Sims 2: Castaway, где персонаж должен выживать на необитаемом острове и добывать себе пропитание и другие жизненно необходимые ресурсы.

### Портативные игровые устройства
Наряду с версий для ПК и игровых приставок, разработчики решили сделать ряд одноимённых игр для игровых устройств. По сути, каждая версия для определённого игрового устройства представляет собой самостоятельную одноимённую игру, имеющую мало общего с игрой для ПК. Во всех версиях для портативных устройств местом основного действия сделали Китежград (англ. Strangetown), несмотря на это история и сюжетная линия в каждой версии кардинально отличаются друг от друга.
Версия игры для Game Boy Advance была разработана студией Maxis и выпущена 24 октября 2005 года. Игра представлена простой 32-битной изометрической графикой, однако персонажи выполнены в трёхмерной графике. Симулятор для GBA привязан к сюжетной линии и условно поделён на 20 уровней, каждый из которых игрок должен удачно пройти.
24 октября 2005 года в США и 4 ноября 2005 года в России была выпущена игра для Nintendo DS, игра выполнена полностью в трёхмерной простой графике пятого поколения. Присутствует также заметная схожесть с игрой Animal Crossing. 7 декабря 2005 года игра была выпущена для PlayStation Portable. В России вышла 13 января 2006 года. В отличие от двух предыдущих игр, версия для PSP по дизайну максимально приближена к оригинальной игре для ПК, но более ограниченными возможностями игрового процесса. Игра представляет собой квест, где особый акцент делается на диалогах с персонажами и прохождении заданий. Согласно сайту Metacritic, игра получила смешанные отзывы.

### Мобильные устройства
Начиная с 2006 года, для мобильных устройств начала выпускаться серия игр под брендом The Sims. Первая игра The Sims 2 Mobile вышла 22 мая 2006 года и представляла собой упрощённую версию The Sims 2 для ПКТШ. Данная игра также стала одной из самых популярных мобильных игр в 2008 году. 21 декабря 2006 года вышла игра об уходе за питомцем — Pets Mobile, при этом данная игра была выпущена в двух версиях: в двухмерной и трёхмерной для телефонов Nokia с обратной совместимостью с N-Gage.
Далее выпускались мобильные игры с именем The Sims, но не являющимися симуляторами жизни, а затрагивающими линейное прохождение с уровнями. При этом все они выпускались в двух версиях, двухмерной java для телефонов и трёхмерной для устройств iPod. Так, 18 июля 2007 года вышла игра The Sims Bowling, представляющая собой игру в боулинг с подсчётом очков. Вторая игра The Sims Pool была выпущена 31 июля 2007 года и представляла собой игру в бильярд, где игровой экран представлен бильярдным столом с перспективой сверху. Третья игра — The Sims DJ, была выпущена 1 декабря 2007 года. Она представляла собой симулятор диджея, где игрок мог выступать в качестве диджея в разных клубах и объединять музыкальные дорожки, образуя новые мелодии в разных жанрах: Поп, Рок, Хип-Хоп и Диско. Пользователи iPod могли загружать дорожки из устройства.
Последняя java-игра во франшизе The Sims 2 — Castaway Mobile была выпущена 22 октября 2008 года и предлагала управлять персонажем, который должен выживать на диком необитаемом острове, изучать его локации, строить укрытие и взаимодействовать с другими персонажами.
По состоянию на апрель 2008 года, мобильные игры серии The Sims были скачаны более 9 миллионов раз.

## Озвучивание и музыка
Язык, на котором разговаривают персонажи, называется симлишем и был специально создан для игры. Для каждого типа персонажей доступны голоса одного или двух актёров. Если в начале симлиш представлял собой случайный набор звуков, то в The Sims 2 он уже является полноценным языком и насчитывает примерно 1000 слов. Всего в записи диалогов принимали участие восемь человек, они также записывали голоса для первой The Sims. Актёры сидели в будке и записывали диалоги, наблюдая за анимациями симов.
Композитором фонового музыкального сопровождения к игре выступил Марк Мазерсбо. Мазерсбо признался, что для него было честью принять участие в разработке The Sims 2, Стив Шнур, звукорежиссёр заметил, что приглашение к создании музыки известного композитора было частью плана, так как The Sims 2 задумывалась, как игра А-класса. Также часть фоновых композиций создал Силас Хайт, молодой композитор и племянник Мазерсбо. Для него The Sims 2 также стала первой видеоигрой, для которой он записывал музыку. Хайт заметил, что EA Games заинтересовалась музыкальным стилем студии, на которую он работал и в том числе пригласила оттуда ещё несколько композиторов. При этом Силас Хайт также будет в будущем сотрудничать с Мазерсбо в создании композиций к другим проектам.

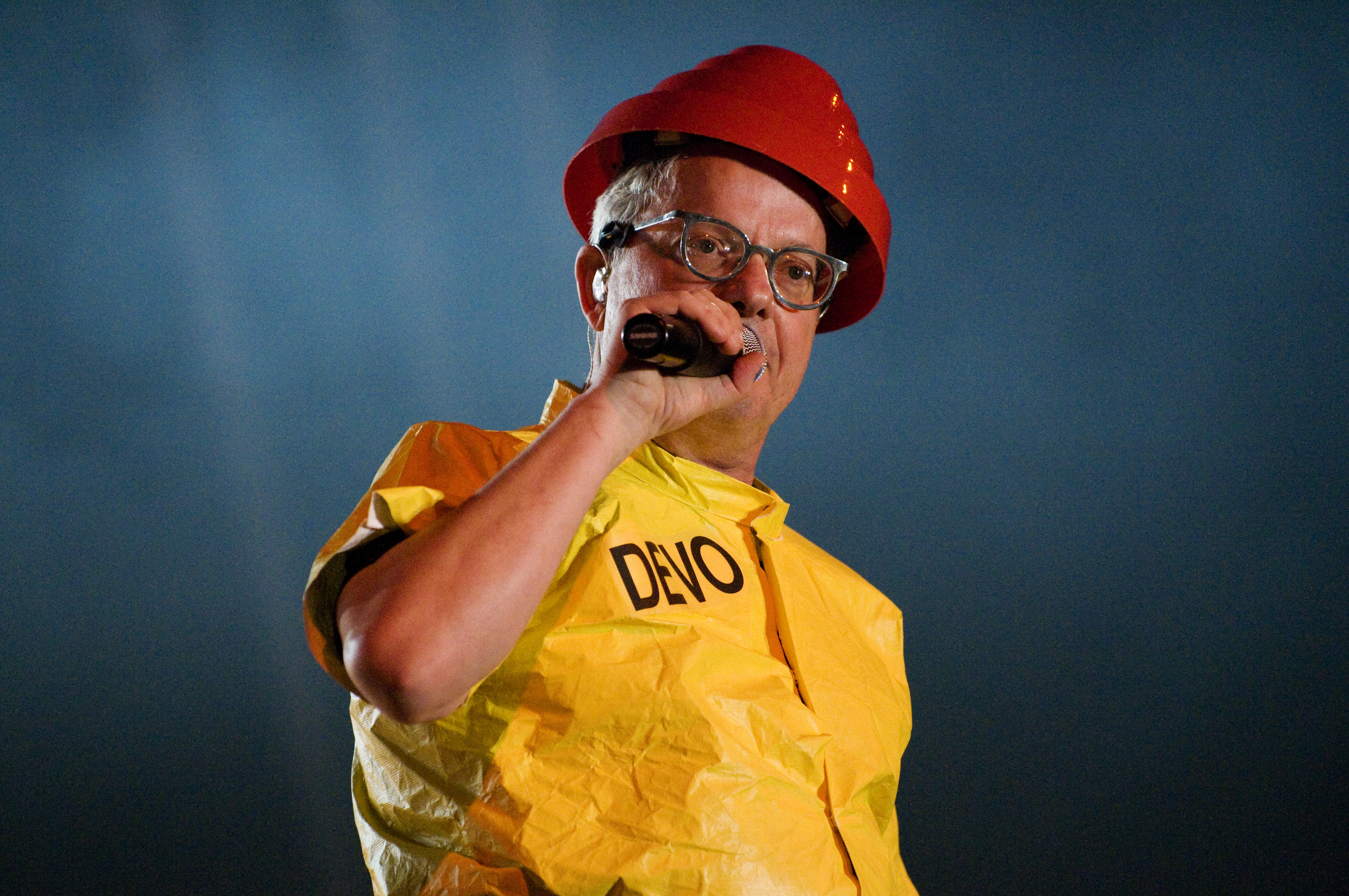
Композитором фоновой музыки в The Sims 2 выступил Марк Мазерсбо

Если в режиме строительства купить магнитофон или музыкальные колонки и в режиме жизни включить их, то можно слушать музыку разных жанров, вместе с дополнениями «Университет» и «Ночная Жизнь» появилась возможность слушать композиции на симлише, исполненные реальными известными певцами, группами и музыкантами, такими, как The Pussycat Dolls, Тата Янг, Cansei de Ser Sexy,
Reggie and the Full Effect,Acceptance, Go Betty Go, Steadman, Габриэлла Чилми, The Faders, Адам Фриланд, Лук Мозес, DJ Hyper, Aly & AJ, Junkie XL, Lemon Jelly, MxPx, Scary Kids Scaring Kids, Тимо Маас, Paramore, Barenaked Ladies, Наташа Бедингфилд, Great Northern, Лили Аллен, Кэти Перри, The Veronicas и Trivium. По словам Хантера Хоуи, одного из разработчиков, столь большое разнообразие треков, исполненных известными музыкантами — это заслуга самого звукорежиссёра, у которого есть множество связей в музыкальной сфере. Помимо этого для русской локализации группа Ранетки записала свой клип — «Она Одна» на симлише. В немецкую версию попал клип певицы Жанетт Бидерманн.
По словам разработчиков, на создание нового саундтрека у них ушло около трёх лет. Главный замысел композиций заключается в том, чтобы игрок мог их узнать прежде всего по мелодии, так как для игры избирались самые популярные и узнаваемые песни. Иногда для их создания певцам требовалось не меньше времени, чем для создания нового альбома. Другая сложность заключалась в том, чтобы эти песни звучали достаточно реалистично и качественно, часто певец мог случайно запнуться или вставить в песню английские слова. За создание композиций определённого жанра отвечал отдельный звукорежиссёр, например Роби Каукер отвечал за рэп, сальсу, хэви-метал и поп-музыку. Многие певцы при сочинении титров на симлийском языке нередко придумывают новые слова, которые позже записываются в словарь симлиша. Многие рэперы, исполняющие на симлише свои композиции, оставили скрытые сообщения или пасхальные яйца; эту традицию начал Дрю Кэри, который ранее появился в игре The Sims: House Party, где озвучивал звезду-камео и в диалоге на симлиш упомянул своего друга. В создании композиций для игры также принимала участие группа The Humble Brothers, известная тем, что её члены желают сохранять свою анонимность. Не всем музыкантам удавалось спеть композицию на искусственном языке, и после многочасовых попыток они покидали студию. При создании композиции на симлише также необходимо избегать слов, созвучных с бранными на других крупнейших языках мира.
В 2005 году официально было выпущено 3 саундтрека к игре.
| №                   | Название            | Автор(ы)            | Длительность |
| ------------------- | ------------------- | ------------------- | ------------ |
| 1.                  | «The Sims 2 Theme»  | Марк Мазерсбо       | 4:29         |
| 2.                  | «Sim and Sim Place» | Марк Мазерсбо       | 1:10         |
| 3.                  | «Sim Heaven»        | Марк Мазерсбо       | 3:48         |
| 4.                  | «Makeover»          | Марк Мазерсбо       | 3:19         |
| 5.                  | «Simsation»         | Марк Мазерсбо       | 2:54         |
| 6.                  | «Sims Heartbeat»    | Марк Мазерсбо       | 1:29         |
| 7.                  | «Bare Bones»        | Марк Мазерсбо       | 3:22         |
| 8.                  | «First Volley»      | Марк Мазерсбо       | 2:34         |
| 9.                  | «Sim Builder»       | Марк Мазерсбо       | 3:28         |
| 10.                 | «Busy Sim»          | Марк Мазерсбо       | 3:38         |
| Общая длительность: | Общая длительность: | Общая длительность: | 31:05        |

| №                   | Название              | Автор(ы)            | Длительность |
| ------------------- | --------------------- | ------------------- | ------------ |
| 1.                  | «The Sims Theme»      | Марк Мазерсбо       | 3:26         |
| 2.                  | «The Arch of the Sim» | Марк Мазерсбо       | 3:07         |
| 3.                  | «Shopping Spree»      | Марк Мазерсбо       | 3:24         |
| 4.                  | «Building Blocks»     | Марк Мазерсбо       | 3:09         |
| 5.                  | «Stop and Sim»        | Марк Мазерсбо       | 3:38         |
| 6.                  | «Simastic»            | Марк Мазерсбо       | 3:38         |
| 7.                  | «Brick Sim»           | Марк Мазерсбо       | 3:10         |
| 8.                  | «Sim Boutique»        | Марк Мазерсбо       | 3:10         |
| 9.                  | «Sim Face»            | Марк Мазерсбо       | 3:14         |
| 10.                 | «Look Alive»          | Марк Мазерсбо       | 3:11         |
| 11.                 | «Sim Tile»            | Марк Мазерсбо       | 3:12         |
| 12.                 | «Funny Bone»          | Марк Мазерсбо       | 3:10         |
| Общая длительность: | Общая длительность:   | Общая длительность: | 38:57        |

| №                   | Название                       | Автор(ы)                                 | Длительность |
| ------------------- | ------------------------------ | ---------------------------------------- | ------------ |
| 1.                  | «The Sims Theme (ремикс)»      | Junkie XL, Марк Мазерсбо                 | 4:03         |
| 2.                  | «The Arch of the Sim (ремикс)» | Марк Мазерсбо, Адам Фриланд              | 4:10         |
| 3.                  | «Shopping Spree (ремикс)»      | Марк Мазерсбо, General MIDI              | 2:55         |
| 4.                  | «Sim the Builder (ремикс)»     | Марк Мазерсбо, Hyper                     | 4:54         |
| 5.                  | «The Sims Theme (ремикс)»      | Марк Мазерсбо, Ник Франглен, Lemon Jelly | 3:21         |
| 6.                  | «Sim Time Sim Place (ремикс)»  | Марк Мазерсбо, Hyper                     | 5:26         |
| 7.                  | «Sims 2 Theme (ремикс)»        | Марк Мазерсбо, Тимо Маас                 | 3:10         |
| 8.                  | «Stop and Sim (ремикс)»        | Марк Мазерсбо, General MIDI              | 3:32         |
| 9.                  | «Makeover (ремикс)»            | Марк Мазерсбо, Ник Франглен, Lemon Jelly | 5:37         |
| 10.                 | «Busy (ремикс)»                | Марк Мазерсбо, Адам Фриланд              | 4:00         |
| 11.                 | «First Volley (ремикс)»        | Марк Мазерсбо, General MIDI              | 4:04         |
| 12.                 | «Arch of the Sims (ремикс)»    | Марк Мазерсбо, Ник Франглен, Lemon Jelly | 4:59         |
| 13.                 | «Makeover (ремикс)»            | Марк Мазерсбо, Адам Фриланд              | 4:13         |
| 14.                 | «Sim Time Sim Place (ремикс)»  | Марк Мазерсбо, Ник Франглен, Lemon Jelly | 4:12         |
| Общая длительность: | Общая длительность:            | Общая длительность:                      | 61:19        |

| Персонаж              | Актёр озвучивания |
| --------------------- | ----------------- |
| Мужской персонаж 1    | Дэвид Боат        |
| Мужской персонаж 2    | Стивен Кэрин      |
| Женский персонаж 1    | Зои Гальвез       |
| Женский персонаж 2    | Джерри Лоулор     |
| Мужской подросток     | Джэк Конте        |
| Женский подросток     | Тессали Лернер    |
| Пожилой мужчина       | Роджер Джексон    |
| Пожилая женщина       | Лиз Маморски      |
| Ребёнок               | Ники Рапп         |
| Малыш и новорождённый | Донна ЛеТурно     |
| Образ смерти          | Дэвид Боат        |

## Дополнения

### Основные дополнения
C момента выхода игры вышло 8 официальных дополнений, каждое из которых расширяет возможности игрового процесса игры, добавляет новые объекты и взаимодействия.
| Название             | Дата выхода                                                                                             | Рейтинг дополнения по версии сайта Metacritic | Особенности дополнения | Городки                                                                                     | Новые сверхъестественные существа | Новые карьеры                                                        |
| -------------------- | --- | --------------------------------------------- | --- | ------------------------------------------------------------------------------------------- | --------------------------------- | -------------------------------------------------------------------- |
| «Университет»        | Windows: 1 марта 2005 11 марта 2005 17 марта 2005 16 марта 2006 Mac OS X: 12 декабря 2005 2009          | 81/100                                        | Персонажи могут отправиться в один из трёх городков, чтобы посещать университет, жить в общежитии и принимать участие в жизни студенческого коллектива.                             | Государственный Симологический Университет, Академия Ля Тур, Технический университет Фиесты | Зомби                             | Шоу-бизнес, Мистика, Искусство, Естественные науки                   |
| «Ночная жизнь»       | Windows: 13 сентября 2005 16 сентября 2005 22 сентября 2005 27 апреля 2006 Mac OS X: 27 марта 2006 2009 | 76/100                                        | Новые взаимодействия в общественных местах: ресторанный сервис, возможность посещать ночные клубы, бары, устраивать свидания, пикники, ходить компаниями, появление машин и прочее. | Центр города (является районом, добавляется автоматически к каждому городу)                 | Вампиры                           | нет                                                                  |
| «Бизнес»             | Windows: 28 февраля 2006 3 марта 2006 16 марта 2006 26 мая 2006 Mac OS X: 4 сентября 2006 2009          | 78/100                                        | Возможность ведения бизнеса, новые системы талантов | Торжок (торговый район)                                                                     | Серво (Робот)                     | Журналист, Парикмахер                                                |
| «Питомцы»            | Windows: 17 октября 2006 20 октября 2006 25 октября 2006 Mac OS X: 8 ноября 2006 2009                   | 76/100                                        | Появление собак, кошек и ряда мелких домашних животных | нет                                                                                         | Оборотни-волки                    | охрана, шоу-бизнес, сфера обслуживания                               |
| «Времена года»       | Windows: 27 февраля 2007 2 марта 2007 12 марта 2007 Mac OS X: 11 июня 2007 2009                         | 78/100                                        | Добавление четырёх времён года, системы осадков и температуры, возможность ведения садоводства и рыбной ловли                                                                       | Цветущие холмы                                                                              | Человек-растение                  | Приключения, Образование, Индустрия игр, Журналистика, Закон, музыка |
| «Путешествия»        | Windows: 4 сентября 2007 6 сентября 2007 18 октября 2007 Mac OS X: 17 декабря 2007 2009                 | 74/100                                        | Туристическая поездка в экзотические локации; тропический остров, азиатская деревня и горная местность.                                                                             | Остров Твикки, Три озера, Деревня Такэмицу                                                  | Снежный человек                   | нет                                                                  |
| «Увлечения»          | Windows: 22 февраля 2008 26 февраля 2008 31 марта 2008                                                  | 74/100                                        | Новая система увлечений, талантов, персонажи могут мастерить различные поделки и концентрироваться на своих увлечениях                                                              | Долина желаний                                                                              | Джинн (неуправляемый персонаж)    | Океанография, Разведка, Эстрада, Танцы, Архитектура                  |
| «Переезд в квартиру» | Windows: 26 августа 2008 29 августа 2008 9 сентября 2008                                                | 75/100                                        | Возможность размещать в одном участке несколько квартир/зданий с разными семьями, введение магии.                                                                                   | Бухта Белладона Волшебный мир (скрытый участок)                                             | Ведьмы                            | Нет                                                                  |

### The Sims Stories

Обложка коллекционного издания Life Stories

На движке The Sims 2 появились самостоятельные игры из серии The Sims Stories. В отличие от главной серии игр, The Sims Stories ограничивают игрока в месте действия (на примере Castaway Stories — одна локация, необитаемый остров), но имеют несколько режимов игры: сюжетный и «свободный». Первая игра, под названием The Sims Life Stories (рус. «The Sims. Житейские истории»), была разработана студией EA Redwood Shores и выпущена компанией Electronic Arts 7 февраля 2007 года. Локализатором в России стала компания СофтКлаб. Игроку доступны две сюжетные линии: он может играть за женского персонажа Лауру, недавно переехавшую в город, или за Лукаса, электронщика, которому долгое время не везло в любви.
Игра отличается от оригинальной лучшей интеграцией для ноутбуков. Для этого был упрощён интерфейс игры, введена возможность работать в оконном режиме, были введены «горячие клавиши» и расширенные функции меню «пауза» — игра приостанавливается автоматически при закрытии крышки ноутбука.
21 июня 2007 года была выпущена вторая игра серии Sims Stories — The Sims Pet Stories (рус. «The Sims. Истории о питомцах»), и фактически является не дополнением к The Sims Life Stories, а её усовершенствованной версией с добавленными домашними питомцами, с двумя новыми сюжетными линиями. В первой игрок управляет Алисой, наследницей крупного поместья, которая должна оплатить огромные долги, и единственный её шанс отстоять дом — выиграть в конкурсе собак и получить 120 тысяч симолеонов, Алиса получает нового питомца и должна правильно дрессировать его. Вторая сюжетная линия описывает жизнь шеф-повара, который ухаживает за кошкой двоюродной сестры и должен помешать намерениям местного злоумышленника.
29 января 2008 года вышла последняя игра серии Sims Stories — The Sims Castaway Stories (рус. «Истории робинзонов»). В отличие от двух первых игр, которые фактически являлись упрощённой версией игры The Sims 2, третья часть предлагает полноценную самостоятельную игру: действие происходит на необитаемом острове, где персонаж, чтобы выжить, должен заниматься охотой и собирательством, он поневоле будет вступать в контакт с местной фауной (дикие кошки, обезьяны и другие животные), а также знакомиться с представителями местного дикого племени. Третья часть игры получилась самой удачной из всей серии Sims Stories.
В 2009 году компания Electronic Arts выпустила сборник «The Sims: Истории. Коллекция», где собраны все три игры серии.

### Особые издания
| Название                                                                    | Дата выхода                                      | Содержание |
| --------------------------------------------------------------------------- | ------------------------------------------------ | --- |
| The Sims 2 Special DVD Edition                                              | Windows: 17 сентября 2004                        | Оригинальная игра, которая включает в себя 2 DVD-диска, первый с игрой и второй с бонусными расширениями, мини-играми, коллекцией видео, изображений и интервью с разработчиками.                                                                  |
| The Sims 2 Holiday Edition (рус. «The Sims 2 Праздничное издание»)          | Windows: 15 ноября 2005                          | Включает в себя оригинальную игру и каталог «The Sims 2 Все для праздника». |
| The Sims 2 Holiday Edition (рус. «The Sims 2 Праздничное издание»)          | Windows: 7 ноября 2006                           | Включает в себя оригинальную игру и обновлённую версию каталога «The Sims 2 Все для праздника». |
| The Sims 2 Deluxe                                                           | Windows: 8 мая 2007                              | Включает в себя оригинальную игру вместе с дополнением «The Sims 2: Ночная жизнь» а также бонусный диск с новыми объектами. |
| The Sims 2 Double Deluxe                                                    | Windows: 15 апреля 2008                          | Включает в себя содержимое из The Sims 2 Deluxe, а также каталог «Все для праздника». |
| University Life Collection (рус. «The Sims 2 Студенческая жизнь Коллекция») | Windows: 24 августа 2009                         | Включает в себя дополнение «The Sims 2: Университет» и два набора: «Идеи от IKEA» и «Молодёжный Стиль». |
| Best of Business Collection (рус. «The Sims 2 Всё для бизнеса Коллекция»)   | Windows: 6 октября 2009                          | Включает в себя дополнение «The Sims 2: Бизнес» и два набора: «Стиль H&M» и «Кухня и ванная. Дизайн интерьера». |
| Fun with Pets Collection (рус. «The Sims 2 Домашние любимцы Коллекция»)     | Windows: 12 января 2010                          | Включает в себя дополнение «The Sims 2: Питомцы» и два набора: «Для дома и семьи» и «Сады и особняки». |
| The Sims 2 Ultimate Collection (рус. «The Sims 2: Полная коллекция»)        | Windows: 16 июля 2014 (через Origin)             | Включает в себя оригинальную игру, а также все выпускаемые к ней дополнения, каталоги и бонусы. |
| The Sims 2 Super Collection                                                 | Mac OS X: 7 августа 2014 (доступна через ITunes) | Включает в себя оригинальную игру, а также почти все выпускаемые к ней дополнения, (кроме дополнений «The Sims 2: Увлечения» и «The Sims 2: Переезд в квартиру») и три игровых набора: «Всё для праздника», «Гламурная жизнь» и «Для дома и семьи» |

## Оценки и мнения
| Сводный рейтинг                          | Сводный рейтинг |
| Агрегатор                                | Оценка          |
| ---------------------------------------- | --------------- |
| GameRankings                             | 90,76 %         |
| Metacritic                               | 90/100          |
| Иноязычные издания                       |                 |
| Издание                                  | Оценка          |
| ActionTrip                               | 8,7/10          |
| Eurogamer                                | 8/10            |
| G4                                       | 3/5             |
| GamePro                                  | [ 216 ]         |
| GameRevolution                           | B+              |
| GameSpy                                  | [ 21 ]          |
| GamesRadar+                              | 9/10            |
| IGN                                      | 9,4/10          |
| PC Powerplay                             | 92 %            |
| Русскоязычные издания                    |                 |
| Издание                                  | Оценка          |
| Absolute Games                           | 93 %            |
| PlayGround.ru                            | 8/10            |
| «Игромания»                              | 9,5/10          |
| Награды                                  |                 |
| Издание                                  | Награда         |
| Лучший дизайн игры (Apple Design Awards) |                 |

Игра получила в основном положительные отзывы от критиков. Средняя оценка, составленная сайтом Metacritic, составляет 90 баллов из 100 возможных. Практически все обзоры были составлены в 2004 и 2005 годах.
Редакторы журнала «Игромания», в общем, положительно оценили качество перевода игры на русский язык, однако упрекнули СофтКлаб за то, что они исключили из игры множество мини-игр и викторин, а также за наложенное ограничение, из-за которого на игру невозможно установить дополнение без русской локализации. Проблема возникла на фоне того, что первые дополнения на русском выходили значительно позже, чем на языке оригинала.
Критики разных новостных сайтов дали положительную оценку игре, отметив её безоговорочное преимущество перед первой частью. Главным достоинством в игре стала её высококачественная графика, проработанная в мельчайших деталях и насыщенные краски. Сэм Гибсон назвал игру визуальным праздником. Критики похвалили игру за новое и совершенное поведение персонажей, их способность стареть и рожать, как в реальной жизни, а также новый редактор персонажей, который позволяет в мельчайших подробностях изменять лицо персонажа. Среди достоинств также был отмечен редактор строительства участка с новыми инструментами, которые упрощают строительство комнат и позволяет игрокам почти безгранично воплощать свои фантазии, создавая неповторимые архитектурные решения.
По мнению Марка Зальцмана, игра стала бестселлером всех времён. Критик сайта Gamers Temple отметил, что фанатам первой игры The Sims безоговорочно понравится новая игра, а Ли Сиениава, критик сайта Armchairempire назвал популярность новой игры вполне оправданной и сравнил наблюдение за жизнью виртуальных персонажей с просмотром приятного фильма.
Ряд критиков назвали игру кукольным домиком и усовершенствованным тамагочи.
Также некоторыми критиками была отмечена сама неординарность игры. Дэн Адамс назвал игру странной, другой критик и вовсе уверен, что The Sims 2 невозможно назвать полноценной игрой. Джон Уилкокс назвал игру необычным явлением в индустрии видео-игр, привлекающим людей, ранее не интересовавшихся играми. Критик из Game Revolution назвал игру хорошим глотком свежего воздуха, которая не разочаровала фанатов и новых игроков, отметив, что игрок чувствует себя богом и может заставлять персонажей делать то, что он хочет, даже против их воли. Дэн Адамс, критик сайта IGN, отметил, что успех The Sims 2 на фоне колоссального успеха первой части был уже очевиден, однако добавил, что игра не смогла всё же избавиться от всех недостатков предыдущей версии, но всё же похвалил игру, назвав её замечательной карикатурой на реальную жизнь, где каждый игрок может создать собственную историю. По мнению Кристиана Рида, критика сайта Eurogamer, причина огромного успеха игры кроется в том, что игрок может создать виртуальных человечков по своему образу и подобию, и заставлять их стремиться к тому, о чём сами игроки мечтают, но не могут воплотить в реальной жизни. Игрок быстро привязывается к игре. Критик сайта 1UP отметил, что The Sims 2 является «вечной» игрой, без цели и сюжета. Вероятно, в этом кроется причина её огромной популярности Дейв Косак, критик сайта GameSpy отметил, что в игре спрятано множество сюрпризов, которые будут удивлять игрока на протяжении долгого времени. Фактически, игра представляет собой виртуальную палитру и холст, с помощью которых игрок может практически безгранично воплощать свою фантазию. По утверждению Сэма Бибсона, игра The Sims 2 — это, прежде всего, возможность создать мир мечты, где тебя не ограничивают чувство морали и социальные ограничения. Чарльз Хэрольд, редактор журнала «The New York Times», сравнил игру с реалити-шоу, где игрок становится богом и может делать выбор, как в реальной жизни.
Сэм Гибсон, критик сайта Play.tm, отметил, что у многих игроков, ранее не игравших в игру The Sims, но знавших о её существовании, сложилось ошибочное представление, что она предназначена лишь для девочек и домохозяек, что, в некотором смысле, отталкивает многих потенциальных покупателей из-за убеждения, что игра не предназначена для мужчин. Джейсон Хилл назвал виртуальных человечков невероятно умными, способными самостоятельно существовать, когда игрок ими не управляет. Дейв Косак отметил, что персонажи и диалоги настолько хорошо проработаны, что невольно игрок начинает сопереживать персонажам, похожего мнения придерживался Дэн Адамс, который похвалил персонажей за их реализм, отметив, что те события, которые человечки переживают в игре, во многом схожи с реальностью. Например, персонаж может не достичь заветной вершины карьеры, но уже будет иметь неплохой заработок, а если он не будет прибираться в своём жилье, то оно быстро превратится в настоящую помойку. По мнению критика сайта Gamers Temple, виртуальные персонажи стали естественнее и живее, чем когда либо прежде. Ли Сиениава отметил, что поведение персонажей очень забавно, не лишено озорного и комедийного оттенка. Другого мнения оказался Марк Крам, который, наоборот, назвал виртуальных человечков слишком несамостоятельными, начинающими действовать без приказа лишь в той ситуации, когда их шкала потребности критически низка. Похожее мнение высказал критик сайта Game Revolution, назвав персонажей слишком «неповоротливыми», так, например, если объекты располагать близко друг к другу, то персонажи часто решают, что не могут там пройти и начинают раздраженно кричать и махать руками. Сэм Бибсон, несмотря на то, что, в общем, оценил интеллект и стремления персонажей, отметил, что иногда они начинают странно себя вести и совершать непонятные поступки. Критик сайта GamesRadar сравнивает управляемых персонажей с домашними животными. Марк Крамп счёл забавным, как персонажи могут сходить с ума каждый по-своему, если довести их шкалу счастья до нуля.
Помимо достоинств, критиками был описан и ряд очевидных недостатков в игре, в частности, Кристан Рид отметил, что постоянная необходимость посещать туалет, питаться и спать забирает большую часть игрового времени персонажа и быстро утомляет игрока. Игрок вынужден постоянно и напряженно следить за жизнеспособностью персонажа. Также со временем игрок начинает желать большего, например, хочет увидеть, как его персонажи учатся или работают. Критик сайта 1UP упрекнул игру за недостаток предметов и аксессуаров и игре, а также отметил, что хорошая графика станет большим бременем для операционной системы, в результате это приведёт к понижению частоты обновления экрана. Представитель сайта GamesRadar отметил, что слабые компьютеры и вовсе не смогут выдержать игру. Другой критик отметил, что, несмотря на то, что старение стало несомненным преимуществом перед первой игрой, некоторые игроки всё же желают, чтобы их управляемый персонаж жил вечно, и для этого ему придётся периодически пить зелье жизни, которое стоит очень много баллов счастья. Другой недостаток игры заключается в том, что стареет только управляемая семья, а время для других персонажей просто стоит. А это значит, что персонаж, который прошёл жизненный путь от ребёнка до старца, может всё ещё иметь знакомых детей, которые когда-то были его сверстниками, критик упрекнул разработчиков, заметив, что для них это позорный момент в игре. Среди других недостатков была отмечена абсолютно одинаковая форма тела у всех персонажей.

### Научный интерес
Брэди Сурлев, профессор общества и культуры Йоркского и Райерсонского университетов в своём научном докладе от 2005 года, посвящённого обществу компьютерных игр, также посвятил главу играм The Sims и The Sims 2, пытаясь объяснить их популярность среди людей, которые традиционно мало интересовались компьютерными играми. В качестве главных причин Сурлев заметил, что The Sims, преднамеренно или нет, продвигает идею социального равенства, где пол, цвет кожи и сексуальная ориентация сима никак не влияет на его поведение, роль в обществе, то есть персонажи не представлены через призму стереотипов (напр. женщина, значит сексуальная или жертва, чернокожий — значит бандит, мужчина — значит воин, особенно это касается однополых отношений на фоне того, что общество 2000-х представляло гомосексуалов в СМИ гротескно стереотипными). На этом фоне подавляющее большинство компьютерных игр продолжало, по мнению Сурлева, продвигать эталон белой гетеросексуальной мужественности, так как ориентировалось на белую мужскую аудиторию, считающуюся наиболее безопасной с точки зрения прибыльности. Тем не менее The Sims выступала ярким доказательством того, что игры, не ориентированные на мужчин тоже могут приносить колоссальную прибыль.
Однако в полной свободе выбора, профессор тоже нашёл недостатки, заметив, что из-за того, что существенная часть игрового процесса завязана на жизни в доме, многие игроки стали расценивать игры The Sims как традиционно женские, за возможность таких стереотипных женских практик, как уход за домом, за детьми, шоппинг, поиск партнёра и т. д. Профессор считает, что даже избежав таких женских клише, как сексуализация или образ жертвы, The Sims 2, пусть и непреднамеренно, продолжила продвигать стереотипы о женщинах. Помимо этого, Сурлев ответил, что The Sims 2 крайне плохо преуспевает в репрезентации «нестандартной» внешности, например в разных формах тела, или особенностях кожи.
The Sims 2 вызывала интерес в университетах и школах, где ученикам в рамках экспериментов давали играть в игру или использовали её в образовательных целях. Например, ученикам позволяли воссоздавать истории из классических французских произведений, использовать игру для эксперимента с экономической и социальной динамикой. Учёные из университета Рочестера провели испытание над группой молодых людей, которые в течение определённого времени должны были играть в The Sims 2. Результаты эксперимента показали, что после этого испытуемые отвечали на вопросы на 25 % быстрее, чем раньше.

### Ретроспектива
Том Девис из сайта York Vision в своём обзоре от 2014 года заметил, что The Sims 2 сумела выдержать испытание временем, по-прежнему оставаясь уникальной игрой в своём роде — опусом, «породившим 130 миллионов упаковок DLC». Второй симулятор со всеми его имеющимися расширениями и через 10 лет остаётся увлекательной игрой и «дразнит» игрока почти бесконечными возможностями, а жизнь управляемого сима по утверждению Тома слишком коротка, чтобы опробовать их всех. Петрана Радулович из Polygon заметила, что возраст игры даёт о себе всё больше знать, в симулятор становится играть всё сложнее на современных компьютерах из-за проблем совместимости с видеокартами. Редакция The Huffington Post в своей статье от 2018 года заметила, что The Sims 2 остаётся по сей день самой жестокой игрой во франшизе, где сим постоянно рисковал нарваться на несчастные ситуации и погибнуть даже при самых глупых обстоятельствах, по этой же причине данная игра остаётся самой подходящей для игроков, которые любят издеваться над симами и убивать их.
Редакция сайта Kotaku заметила, что по состоянию на 2019 год, у The Sims 2 имеется по-прежнему внушительное количество фанатов и игроков, которые предпочитают прежде всего играть во вторую часть, хотя первой игрой в линейке является The Sims 2000 года, именно The Sims 2 предоставила инновационный игровой движок и приобрела массовую популярность во всём мире. Многие фанаты The Sims 2 являются уже молодыми взрослыми людьми, посещающими работу или университет, для них провождение в игре является также способом ностальгии по детству, в качестве оправданий в пользу второго симулятора игроки приводят лучший по их мнению юмор в Sims 2, совместимость персонажей по знакам зодиака, наличие большого количества интересных базовых персонажей, а также ещё заметный фирменный стиль создателя идеи Уилла Райта и старой студии Maxis до её поглощения EA Games. С другой стороны из-за того, что игра не поддерживалась уже более 10 лет, игроки сталкиваются всё с большими проблемами и совместимостью при установке The Sims 2 на новые компьютеры.
Игра вышла до того, как стало модно и принято говорить о репрезентации и разнообразии, поэтому некоторые её аспекты по меркам современности можно охарактеризовать, как откровенно спорные. Например в редакторе персонажа для персонажей можно выбрать две комплектации тела — худой и толстый. Под «толстым» понимается по прежнему худое тело, но с заметно выпирающим животом

## Популярность
Игра стала получать положительные отзывы с момента её показа на выставке E³ в 2004 году. После окончательной оценки игры The Sims 2 получила премию редакции от IGN и GameSpy. Разработчик игры Уилл Райт был номинирован на премию Digital Entertainment Award как лучший дизайнер. Сама игра была также номинирована на премию британской академии «BAFTA», как лучшая видеоигра и на премию «Спутник», как лучшая стратегическая игра. Mac-версия игры получила награду «Apple Design Award», как игра с лучшим дизайном 2006 года. В общей сложности The Sims 2 украсила 35 обложек разных журналов и получила более 20 наград. К 2006 году, суммарный доход от продаж игр серии The Sims составил 500 миллионов долларов США. В 2005 году, в лицензионную версию The Sims 2 активно играли как минимум пять миллионов человек. При этом игра не сыскала успеха в странах дальнего востока, например в Японии.
Уилл Райт, главный разработчик игры, в одном из интервью выразил разочарование тем, что с момента выхода The Sims никто из конкурентов так и не решился сделать аналогичную игру, так как это побуждало бы инвесторов из EA Games вкладывать больше средств в разработку игры для добавления большего количества игрового материала.

### Продажи

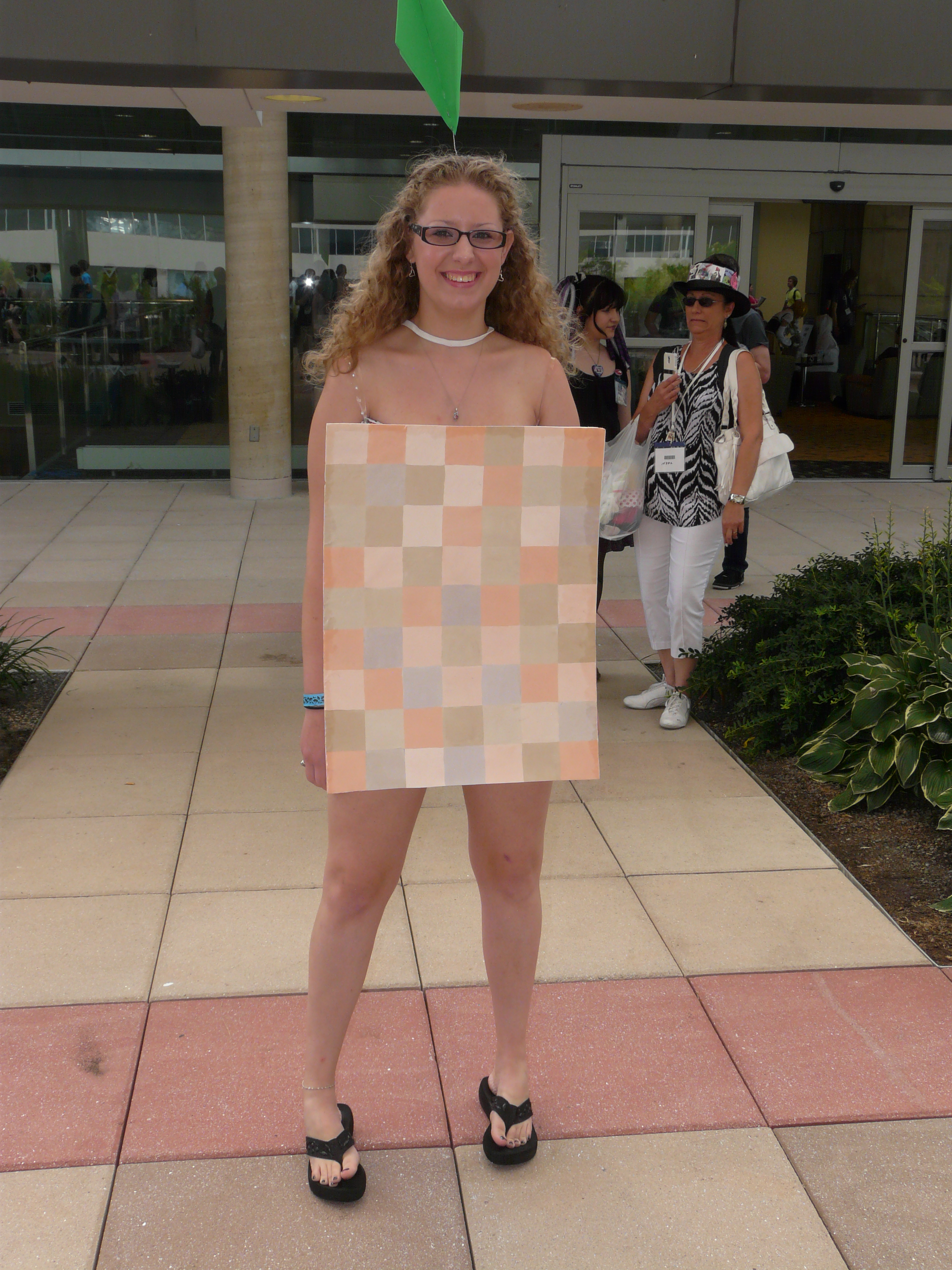
Косплей, изображающий голого сима, с цензурными пикселями

Игра побила рекорды, за первые 10 дней было продано более миллиона копий. The Sims 2 не просто постоянно оставалась в чартах самых продаваемых игр на ПК, но и вместе со своими дополнениями занимала до половины списка чартов. Через год количество проданных копий увеличилось до 4,5 миллиона и к октябрю 2006 года — до 7 миллионов. По состоянию на 2012 год, всего было продано 13 миллионов копий игры, 6 миллионов из которых — для ПК, что делает её одной из самых продаваемых игр в истории. В 2008 году на официальном сайте The Sims 2 было объявлено, что разработчикам удалось продать 100 миллионов копий игры, вместе со всеми дополнениями и каталогами, по всему миру, сделав, таким образом, игру самой продаваемой франшизой в истории. Игра переведена на 20 языков. По версии новостного сайта The Daily Orange, игра по количеству доходов от продаж сравнима с блокбастером. В 2007 году The Sims стала третьей самой продаваемой игровой франшизой. Второй основной рынок сбыта симулятора жизни пришёлся на Германию, составив 60 % от продаж в сравнении с северной Америкой, учитывая что население в Германии во много раз меньше. The Sims 2 стала в итоге самой продаваемой компьютерной игрой в Германии за всю историю.
В 2008 году игра The Sims 2 заняла второе место после Spore по количеству скачиваемых пиратских копий в интернете, только с одного торрент-сайта игра была скачана 1 150 000 раз. В этом же году была составлена статистика самых продаваемых игр, где было выяснено, что Германии и Швеции The Sims 2 оставалась лидером продаж (через 4 года после выпуска). В статистике по топ-продажам в США в 2008 году The Sims 2 и два её дополнения возглавили список самых продаваемых игр.

### Аудитория
По примерным оценкам, демографическая аудитория игроков The Sims 2 на 60 % — 70 % состояла из женщин, что вступало в яркий контраст с аудиториями других компьютерных игр, состоящих почти только из мужчин. В основном это были подростки от 14 до 19 лет. Другой источник утверждал о том, что мужчины до 17 лет составляли лишь 21 % от игроков The Sims 2. Среди игровой аудитории также было много матерей-домохозяек.
Вокруг The Sims 2 сформировалось одно из самых крупных и виднейших фанатских игровых сообществ, которое формировали до четырёх миллионов активных пользователей. Игроки обсуждали темы, связанные с игрой на тематических интернет-форумах, а также на сайтах Живого Журнала и WordPress. Также игра предлагала множество базовых семей с загадочными предысториями, например исчезновение Беллы Гот, поэтому одной из любимых тем среди фанатов стали спекуляции и выдвижение разнообразных теорий вокруг семей из The Sims 2. Многие фанаты в Живом Журнале создавали фанфики о симах, набиравшие свою читательскую аудиторию. Только на официальном сайте The Sims 2, по состоянию на 2008 год, было опубликовано 125 000 вымышленных историй о симах, многие из которых были проиллюстрированы. Это были либо оригинальные истории, или фанфики по мотивам фильмов или сериалов. Самые популярные темы фанфиков были связаны с «Гари Поттером», «Баффи, истребительницей Вампиров» или «Друзьями».
The Sims 2 также выступала любимой площадкой по созданию любительских видео — машиним, так как их создание было дешевле и проще, чем с применением специализированных программ. Сама игра в том числе предлагала встроенные инструменты по снятию видео-роликов. Только к 2005 году было создано более 4000 машиним. Многие из них публиковались на сайтах Machinima.com или YouTube. Особой популярностью пользовался фанатский сайт Red vs. Blue, где публиковались видеоролики в формате сериала. Также их можно было найти на сайтах Atomfilms или Ifilm. В основном такие видео затрагивали жанры мелодрам, трагедий, комедий. Это почти всегда были вымышленные истории, но автор часто вкладывал часть своей личности в главного героя. Машинимы в том числе использовались для создания пиратских копий или ремиксов музыкальных клипов на YouTube. Машинимы к The Sims 2 создавали в том числе студией Rooster Teeth. Это было несколько короткометражных видео в стиле реалити-шоу. B 2007 году разработчики выпустили программу The Sims On Stage, позволяющую пользователям записывать и обмениваться караоке-песнями, историями, комедиями и другими творческими проектами. Помимо прочего функция «Movie Mashup» позволяла игрокам записывать и монтировать видео с The Sims 2. Также EA Games совместно с Южнокалифорнийским университетом организовывала кинофестиваль «The Sims 2 Student Life Movie Contest».
Фанатская аудитория у The Sims 2 сохранялась и после выпуска поздних частей. После выпуска The Sims 3, на площадках LiveJournal и Tumblr были по прежнему активны крупные фанатские сообщества. Через 20 лет после выпуска, вторая часть продолжала пользоваться популярностью у симмеров — ретрогеймеров, истории из этой части были признаны культовыми в современном фанатском сообществе The Sims. Самая трудная задача, с которой сталкивались фанаты The Sims 2 — невозможность приобрести работающую лицензионную копию и трудности с запуском игры на современном оборудовании.

### Влияние
The Sims 2 на момент выхода стала самой продаваемой игрой на ПК, лишённой явных элементов насилия или самой продаваемой игрой с основной женской аудиторией. Она заняла седьмое место среди самых продаваемых игр в истории, уступая тетрису и играм серии Super Mario. The Sims 2 также стала первой компьютерной игрой в истории, в которой игрок мог вступать в однополый брак, в игре такой союз называется «joined union», но игромеханически это был такой же брак с возможностью отпраздновать свадьбу и отмечать персонажей в семейном древе как супругов. Это произошло ещё за два года до того, как однополые браки были разрешены в США. Каталог H&M для The Sims 2 стал фактически первым в истории дополнением, посвящённым одежде, за 15 лет до того, как продажа цифровой дизайнерской одежды, в том числе и для компьютерных игр, станет новым феноменом в модной индустрии. Принято считать, что The Sims 2 стоит у истоков истории цифровой фэшн культуры не только из-за сотрудничества с H&M, но из-за того, что игра привлекла множество дизайнеров-любителей, создававших к игре множество дизайнерских костюмов.
The Sims 2 был посвящён документальный фильм на MTV. Известны случаи, когда люди строили дом по смоделированному проекту из The Sims 2 или публиковали проекты по благоустройству, сделанные в игре. В 2005 году во Франции была выпущена ограниченным тиражом почтовая марка с изображением персонажей из The Sims 2. В 2007 году американская компания 20th Century Fox приобрела права на экранизацию игры для выпуска будущего фильма. Сценарий к нему должен был написать Брайан Линч, работавший ранее над сюжетом фильма «Очень страшное кино 3». В этом же году EA Games в рамках сотрудничества с Университетом искусств в Сан-Франциско и Колледжем искусств и дизайна «Отис» в Лос-Анджелесе организовала конкурс на создание скульптур, картин и видео-машиним The Sims 2, которые затем демонстрировались на выставках, а победитель получал 12000 долларов США. EA Games также сотрудничала с армией США, последняя задумывала использовать игру для симуляции поведения армии при катастрофах или военных действиях.

### Сотрудничество с брендами
В рамках сотрудничества с автомобильным концерном Ford, создатели The Sims предоставили на официальном сайте игры доступ к скачиванию пяти моделей автомобилей Ford — Ford Mustang GT, Ford Focus, Ford Fusion, Ford Edge и Ford Escape Hybrid, которые можно было установить в игру при наличии дополнения «Ночная Жизнь», или более поздних дополнений. Известно, что как минимум миллион игроков загрузили Ford Mustang с официального сайта.
В июне 2007 года вышел каталог «Стиль H&M», ставший итогом сотрудничества EA Games и дома моды H&M, в частности вместе с каталогом, в игру была добавлена цифровая копия летней коллекции одежды 2007 года. H&M также организовала конкурс The Sims 2 H & M Fashion Runway, где игроки могли присылать на специальный сайт Fashionrunway свой пользовательский контент одежды, лучшая из которых показывалась на виртуальном шоу, на официальном сайте H&M. Затем, после голосования интернет-пользователями, самый лучший предмет воссоздавался в реальности и становился частью новой коллекции H&M, который затем продавался в 1000 магазинах по всему миру. Финалистом стал Бо Формиллос без дизайнерского образования, создавший мини-юбку. Итоги подводили дизайнеры из Стокгольма.
Каталог «Идеи от IKEA» создавался в результате сотрудничества бренда IKEA
. В игру были добавлены копии реальных и самых популярных товаров магазина мебели. Стив Сиболт, вице-президент бренда The Sims заметил также, что игроки уже давно желали видеть мебель от IKEA в игре. По состоянию на 2020 год, данное расширение рассматривалось, как по-прежнему единственный положительный пример рекламной интеграции, встретивший добрую реакцию у игровой аудитории. Последующие «рекламные» расширения к следующим частям The Sims как правило становились причиной споров. В переиздание, вышедшем 31 января 2025 года каталог «Идеи от IKEA» не был включён по причине истечения прав на бренд IKEA у Electronic Arts.
Разработчики признались, что отклонили множество предложений от других компаний. Они отдельно изучали рекламную интеграцию в фильмах или телесериалах, и не хотели, чтобы такая интеграция чувствовалась в The Sims 2 ненужной и оторванной от игрового мира. В итоге, разработчики пришли к идее принимать предложения только от известных брендов, чья продукция знакома массовому зрителю, а также, чтобы она гармонично вписывалась в игровой процесс симулятора жизни.

## Неофициальные скачиваемые материалы
Многочисленные поклонники игры стали создавать для неё множество неофициальных модификаций и объектов, призванных улучшить игру и её дизайн. Большинство игроков The Sims 2 хотя бы раз устанавливали расширения к игре. Разработчики Maxis, как правило, не препятствовали деятельности фанатов и, наоборот, поддерживали их. Уилл Райт, главный дизайнер игры, даже, наоборот, отметил, что ему очень приятно, что есть много людей, готовых сделать игру красочнее.
По примерным оценкам, к игре было создано 20 000 единиц виртуальной мебели и около 100 000 предметов гардероба. По состоянию на 2006 год, в интернете работали сотни фанатских сайтов, где публиковались сотни или тысячи коллекционных объектов для игр и которые скачивали миллионы игроков. Райт утверждал, что более 90 % всего материала к The Sims 2 было создано пользователями. Только официальный сайт игры посетили 4 миллиона уникальных пользователей и скачали 65 миллионов раз пользовательские материалы (симов или дома). Крупнейший такой сайт — The Sims Resource предлагал для скачивания 358 000 единиц контента и собирал более полумиллиона активных пользователей. В целом 90 % контента к The Sims 2 создавалось самими игроками. Также в 2006 году на официальном сайте The Sims 2 игроками было опубликовано свыше 75 000 симов.
Возможность свободно загружать в игру расширения привела к спорам относительно платных объектов и сексуальных модификаций. Объекты можно скачивать с независимых сайтов, некоторые из которых изымают деньги, что является прямым нарушением лицензионного соглашения игры, которая запрещает коммерческое использование собственности электронного искусства. Однако это не мешало многим отдельным пользователям и сайтам продолжать публиковать платные расширения. Также не раз возникали споры по поводу того, что производители пиратских копий игры получали доходы с продажи пользовательского контента, публикуемого в интернете.
Некоторые модификации, скачиваемые пользователями для того, чтобы улучшить игру и снять ограничения, на деле оказывались вирусами, с помощью которых хакеры имели возможность атаковать пользовательскую систему и даже наносить ей непоправимый вред. Разработчики настоятельно рекомендовали отказываться от любых модификаций, если пользователь не имеет надёжного брандмауэра, и обещали, что с помощью новых обновлений постараются надёжнее защитить игру от хакеров.

### Инструменты создания и типы модификаций
Объекты выделяются в четыре основные категории: «экспортные файлы» — созданные в игре участки и персонажи, которые были экспортированы в отдельный файл, «текстуры» — новые покраски для существующих объектов в игре, «дополнительные объекты» — новые объекты (например, мебель или одежда), созданные на основе существующих объектов в игре или с нуля, а также «моды/хаки» — коды, способные изменять поведение игры, персонажей или снимать ограничения. Расширения делятся на два основных формата: Sims2pack, — это, как правило, объекты, созданные в игре и экспортированные в отдельный файл, а также .package — туда всегда входят хаки или новые объекты. Файлы в формате .package можно скачать на множестве неофициальных любительских сайтов.
Самыми опасными расширениями считаются модификации и хаки, особенно если они были разработаны некачественно. Модификации могут не совпадать с обновлённой версией игры, а также в больших количествах могут входить в конфликт друг с другом, из-за чего игра начинает работать с нарушениями или вовсе может вылететь, и больше не загружаться, поэтому при установке модификаций игрок действует на свой страх и риск.
В Интернете и официальном сообществе игры создано множество уроков и инструкций по грамотному созданию расширений к игре. Разработчики игры специально для этого создали программу «The Sims 2 Body Shop», которая позволяет конвертировать созданные одежду, макияж и новые цвета кожи в формат sims2pack. Разработчики внедрили в игру систему обмена, которая позволяла игрокам публиковать созданные в игре участки, персонажей и скачивать опубликованные объекты других участников. Так через программу обмена было загружено более, чем 250 000 персонажей, участков и более 80 000 скинов. Также официально была выпущена программа «Sims 2 HomeCrafter», позволяющая без навыков программирования создавать новые расцветки полов, стен и земли. Некоторыми независимыми программистами были созданы специальные программы, упрощающие создание дополнительных объектов, таких как, например, SimPE, которая позволяет создавать новые модификации к игре.

### Эротические модификации и связанные с этим споры
Многими игроками The Sims 2 использовался, как симулятор эротики и секса с применением специальных модификаций, и поэтому вторая часть стала ассоциироваться с эротическими играми. Хотя игра создавалась для детей и подростков, гибкий игровой процесс позволял придавать игре явный эротичный подтекст, особенно при наличии дополнения «Ночная жизнь». Для достижения такого эффекта было достаточно например убрать из игры цензурные пиксели и ограничения на интимные взаимодействия. Для игры также создавались модификации, например, позволяющие подросткам беременеть. Вдобавок установка специальных пользовательских материалов, добавляющих фетиш-одежду, половые органы и увеличенную грудь придавали игре уже почти порнографичный вид. Журнал Speciale The Games Machine назвал The Sims 2 при наличии модификаций одной из лучших «эротических лабораторий» по состоянию на 2007 год, которая могла успешно конкурировать с лучшими симуляторами эротики, выпущенными в тот временной период. The Sims 2 даже при отсутствии модификаций, в отличие от эротических симуляторов, позволяла также практиковать одновременно однополые и разнополые отношения.
Подобные эротические расширения не встречали поддержки у разработчиков EA Games, которые, в свою очередь, запретили пользователям выкладывать подобные модификации в официальном сообществе игры. По этой же причине The Sims 2 привлекала отрицательное внимание у либертарианцев и защитников институциального пуританства, которые добивались запрета игры среди детей. Однако из-за того, что речь шла о неофициальных модификациях, они ничего не могли предпринять против Maxis и EA Games. Тем не менее, либертарианцы достаточно активно вели «охоту» на создателей модификаций, вынуждая постоянно закрывать их свои сайты или менять адреса доменов. В качестве компромисса владельцы сайтов также вводили ограничения на скачивание модификаций для The Sims 2. Несмотря на вышеописанное, консерваторы только способствовали пиару данной темы.
Наибольшею огласку получили обвинения бывшего адвоката Джэка Томпсона, известного за борьбу против игр серии GTA, он обвинил EA в продвижении скрытой порнографии среди детей через The Sims 2, так как разработчики бездействовали в борьбе против создателей сексуальных модификаций. Томсон утверждал, что несмотря на неофициальность этих расширений, любой пользователь интернета, в том числе и ребёнок, мог их с лёгкостью скачать и установить в игре. На этом основании Томсон требовал присвоить игре взрослый рейтинг. Представители EA в ответ на обвинения ответили, что не несут никакой ответственности за модификации, созданные сторонними пользователями в интернете, а сами же исключили весь контент, неуместный для подростковой аудитории, заметив, что даже если игроку удастся убрать цензурные пиксели у персонажа, то он ничего не увидит, голый персонаж будет выглядеть, как кукла Барби или Кен. После заявления код, позволяющий отключать цензурные пиксели, был удалён из игры. Скандал с Джеком Томсоном показателен тем, насколько зачастую неправильно компьютерные игры воспринимаются в сообществе.